# Pierre-François Martin-Laval
Pierre-François Martin-Laval (también conocido como Pef) es un actor, director y director de teatro francés nacido en Marsella el 25 de junio de 1968. 

## Biografía

### Carrera con los Robins des Bois
Desde 1988 hasta 1991, Pierre-François aprendió el oficio de comediante bajo la dirección de Isabelle Nanty, Denis Bonal y Yves Le Moign'. Es en el teatro de Isabelle Nanty donde conoce a Marina Foïs, Élise Larnicol, Maurice Barthélémy, Jean-Paul Rouve y Pascal Vincent (que formarán Les Robin des Bois). El 10 de octubre de 1996 en el teatro Sablons de Fontainebleau, The Royal Imperial Green Rabbit Company interpretó por primera vez la obra Robin des Bois d’à peu près Alexandre Dumas puesta en escena por Pierre-François. Esta obra fue representada más de 250 veces en París en el Théâtre de la Gaîté-Montparnasse luego en el Splendid. 
En 1996, Dominique Farrugia los descubre en Fontainebleau y decide ser su productor, emitiéndolos en el canal Comédie ! (cadena del humor por cable y satélite). Entonces Pierre-François trabaja por primera vez con su grupo de cómicos en televisión en La Grosse Émission desde noviembre de 1997 hasta junio de 1999. Gracias a su éxito, pasaron a trabajar para la cadena Canal + en Nulle part ailleurs durante dos años desde septiembre de 1999 hasta 2001. En Comédie ! y en Nulle Part Ailleurs, Pierre-François interpretaba varios personajes recurrentes, entre ellos Pouf el acróbata, el comisario Van Loc, el señor Merdocu, jefe de Marcadet, la señora Marcadet, el profesor Cigalon ...

### Carrera en solitario
Tras la separación de los Robins des bois en 2006 Pierre-François comenzó su carrera como director con dos largometrajes: Essaye-moi en 2006 con Julie Depardieu y Pierre Richard, y después King Guillaume en 2009 con Florence Foresti. Además, trabaja regularmente como actor de cine. 
En 2010, Pierre-François Martin-Laval, pone en escena la comedia musical Spamalot en el teatro Comédia, inspirada en la película Los caballeros de la mesa cuadrada y sus locos seguidores de los Monty Python. Doce actores y seis bailarines componen el reparto acompañados por una orquesta de ocho músicos, Pef interpreta el papel protagonista del Rey Arturo.
En 2011, Pierre-François Martin-Laval pone en escena la comedia de Philippe Elno, Simplement Complexe en el cartel de la Comédie de Paris desde el 8 de septiembre del mismo año. En esta ocasión, dirige a Denis Maréchal, Philippe Elno y Fabienne Galula.
En 2012, participa en la película Les vacances de Ducobu, realizada por Philippe de Chauveron, en la cual encarna al padre de Ducobu. En la precuela de las aventuras de Ducobu, L'élève Ducobu, realizada en 2011, su papel fue interpretado por Bruno Podalydès.
En 2013, saca la película Les Profs, adaptación del cómic homónimo.

## Televisión
- Homardz (1990) de P. Condroyer
- La maison vide (1992) de Denis Grenier Deferre.
- Un jour avant l'aube (1993) de J. Ertaud
- Navarro (1994) de M. Angelo
- Histoire d’amour et pédalo (1995) de E. Bailly
- La basse cour (1996) de C. Leherissey
- La Grosse Émission (1997-1999) en Comédie !
- Nulle Part Ailleurs (1999-2000) en Canal+
- La Cape et l'Épée (2000) en Canal+
- Jamel Show (2000) en Canal+
- Le Temps des secrets (2006) de Thierry Chabert.
- Le Temps des amours (2006) de Thierry Chabert.
- La Grève des femmes (2011) de Stéphane Kappes
- Le Grand Restaurant II (2011) de Gérard Pullicino sur France 2

## Cine
Actor
- Le collecteur 1992 Cortometraje dirigido por Ronan Fournier-Christol.
- Mémoires d'un jeune con 1996 dirigido por Patrick Aurignac.
- Serial Lover 1998 de James Huth.
- Zooloo 1999 Cortometraje dirigido por Nicolas Bazz.
- Trafic d'influence 1999 de Dominique Farrugia.
- La fille sur le pont 1999 dirigido por Patrice Leconte.
- Les Frères Sœur 2000 dirigido por Frédéric Jardin.
- La Vérité si je mens ! 2 2001 dirigido por Thomas Gilou.
- La tour Montparnasse infernale 2001 de Charles Némès.
- La Grande Vie 2001 dirigido por Philippe Dajoux.
- Astérix y Obélix: Misión Cleopatra 2002 de Alain Chabat.
- Le Bison (et sa voisine Dorine) 2003 dirigido por Isabelle Nanty.
- La Prophétie des grenouilles 2003 dirigido por Jacques-Rémy Girerd (voz).
- Les clefs de bagnole 2003 de Laurent Baffie.
- RRRrrrr!!! 2004 de Alain Chabat.
- Casablanca Driver 2004 de Maurice Barthélémy.
- Un ticket pour l'espace 2006 dirigido por Éric Lartigau con Kad y Olivier.
- Essaye-moi 2006 dirigido por Pierre-François Martin-Laval.
- Ratatouille 2007, doblaje al francés de la voz de Emile en la película del estudio de animación Pixar.
- Vilaine 2008 de Jean-Patrick Benes y Allan Mauduit.
- Modern Love 2008 de Stéphane Kazandjian.
- King Guillaume, un peu moins conquérant 2009 de Pierre-François Martin-Laval.
- Cinéman 2009 dirigido por Yann Moix.
- Les Meilleurs Amis du monde 2010 dirigido por Julien Rambaldi.
- Les profs 2013 dirigido por Pierre-François Martin-Laval.

Director
- 2006: Essaye-moi
- 2009: King Guillaume, un peu moins conquérant
- 2013: Les profs

## Teatro
Comedias
- Georges Dandin (1991, Puesta en escena S. Brisé)
- Le bébé de Monsieur Laurent, de Roland Topor (1991, Puesta en escena Jean-Christophe Berjon).
- On garde le moral (1992, Puesta en escena A. Halimi)
- Un couple ordinaire (1993, Puesta en escena R. Kuperberg)
- Reniflard and Co. de los Marx Brothers (1993, Puesta en escena Jean-Christophe Berjon).
- La mouette (Puesta en escena Isabelle Nanty).
- L’arbramouche (Puesta en escena V. Martin)
- L’ascenseur (1994, Puesta en escena M. Henada)
- Mémoire et intamarre (1995, Puesta en escena V. Martin)
- Le goût de la Hierarchie (1996, Puesta en escena Édouard Baer y Isabelle Nanty).
- Les caprices de Mariannes (1996, Puesta en escena Jean-Paul Rouve).
- Robin des Bois d'à peu près Alexandre Dumas, según Alexandre Dumas (1997, Puesta en escena Pierre-François Martin-Laval).
- Spamalot, (2010, puesta en escena de Pierre-François Martin-Laval).
- Simplement Complexe 2011 de Philippe Elno, puesta en escena de Pierre-François Martin-Laval, Comédie de Paris
- La Station Champbaudet 2013 de Eugène Labiche, puesta en escena de Ladislas Chollat, Théâtre Marigny
- Spamalot, 2013 de Eric Idle, puesta en escena de Pierre-François Martin-Laval, Bobino

Director de escena
- Presque grande (1997, en el Théâtre Clavel).
- Capri c’est fini con Kad y Olivier (1998, en el Café de la Danse).
- En attendant l’Olympia con Pascal Vincent (1995-1996 Gira en Suiza).
- Éric et Ramzy (1996-1998, en el Bec Fin, el Café de la Gare, el Splendid y en el Palais des Glaces).
- Robin des Bois d'à peu près Alexandre Dumas, (1997, en el Théâtre de la Gaîté-Montparnasse).
- Kad et Olivier (1999, en el Café de la Danse).
- Patrick Bosso Exagère (2000, en el Palais des Glaces).
- Spamalot (2010, en el Teatro Comedia).